# Shadow Racing Cars
Shadow Racing Cars war ein US-amerikanisch/britisches Formel-1-, Can-Am- und Sportwagen-Team. Bis 1975 fuhr Shadow unter amerikanischer Lizenz, ab 1976 mit britischer Lizenz.

## Geschichte

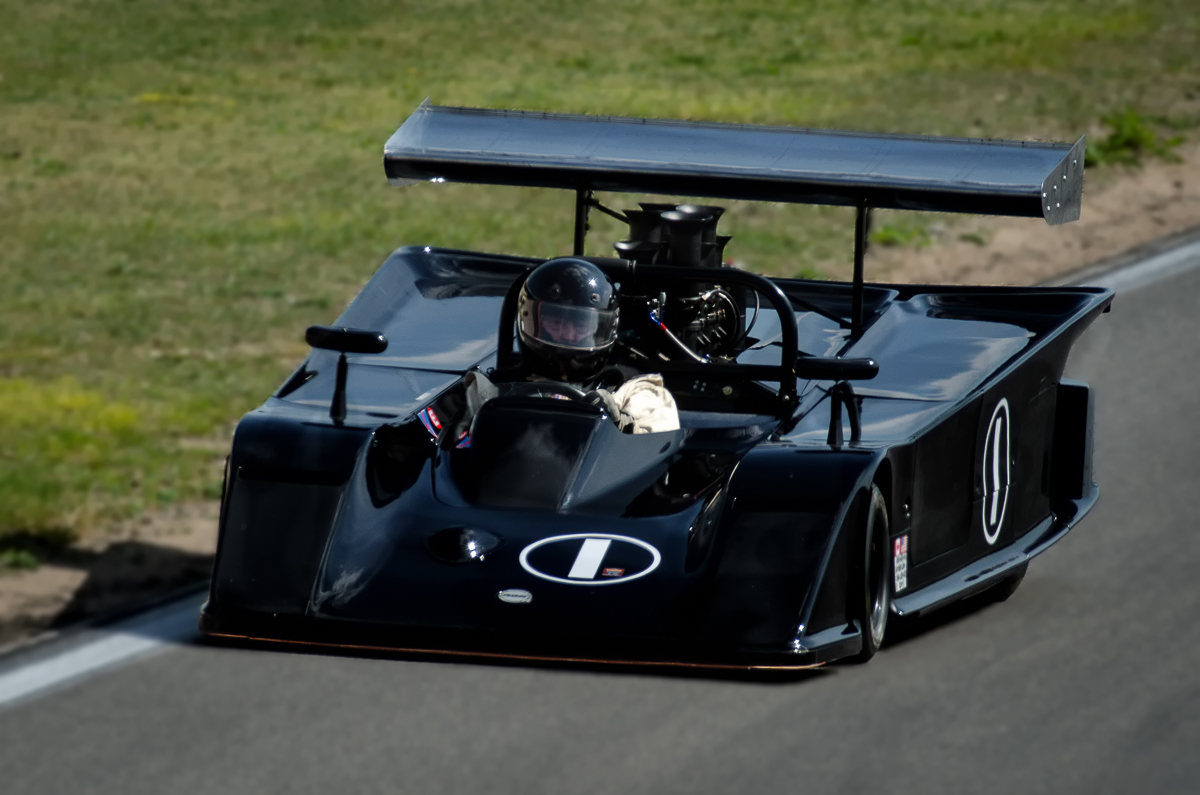
Shadow Mk.1 aus der Can-Am-Serie in Hockenheim

Im Jahre 1971 gründete Don Nichols die Firma Advanced Vehicle Systems, seine Autos nannte er jedoch Shadow. Der erste Shadow war der Mk.1, ein fortschrittliches Can-Am-Auto mit kleinen Reifen für geringen Strömungswiderstand. 1974 gewann Jackie Oliver mit einem Shadow DN4A-Chevrolet die Can-Am-Meisterschaft, sein Teamkollege George Follmer wurde Zweiter.

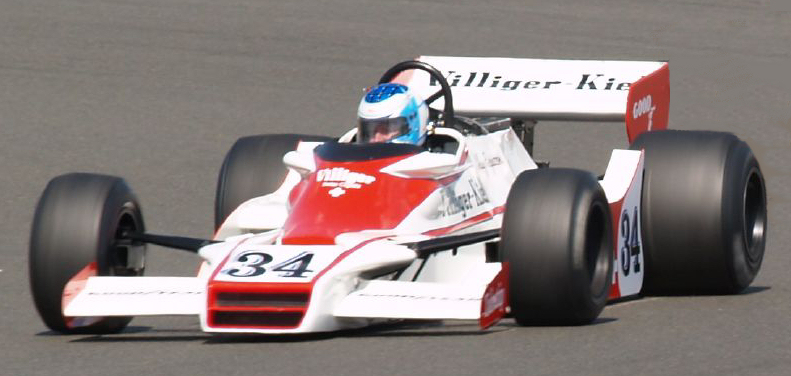
Shadow DN9 in Silverstone

In der Formel 1 debütierte das Team 1973 beim Großen Preis von Südafrika mit einem von Tony Southgate konstruierten Wagen. Es wurden zwei Autos mit den Fahrern Jackie Oliver und George Follmer eingesetzt und Graham Hill startete als Privatier.
1974 verunglückte Peter Revson – Sohn des Gründers des Kosmetikkonzerns Revlon – bei Testfahrten für den Großen Preis von Südafrika in Kyalami mit einem Shadow-Ford DN3 tödlich. Unfallursache war ein Aufhängungsdefekt.
Beim Großen Preis von Österreich 1977 errang das Team seinen ersten und zugleich einzigen Sieg mit dem späteren Weltmeister Alan Jones, nachdem wenige Monate zuvor dessen Vorgänger Tom Pryce beim Großen Preis von Südafrika 1977 in einem Shadow DN8 mit einem Streckenposten kollidierte und von dessen Feuerlöscher erschlagen worden war.
Während der Saison 1980 ging das Team eine Kooperation mit Theodore Racing ein, jedoch zog sich das Team nach dem Grand Prix von Frankreich aus finanziellen und sportlichen Gründen aus der Formel 1 zurück. Theodore verfolgte längst ein eigenständiges Formel-1-Projekt für die Saison 1981 und gab dem Shadow DN12 keine große Entwicklungsperspektive mehr.

## Ergebnisse

### Siege in der Sportwagen-Weltmeisterschaft
| Jahr | Rennen                        | Fahrzeug   | Fahrer 1      |
| ---- | ----------------------------- | ---------- | ------------- |
| 1976 | 200-Meilen-Rennen von Mosport | Shadow DN4 | Jackie Oliver |